# Wyrób medyczny

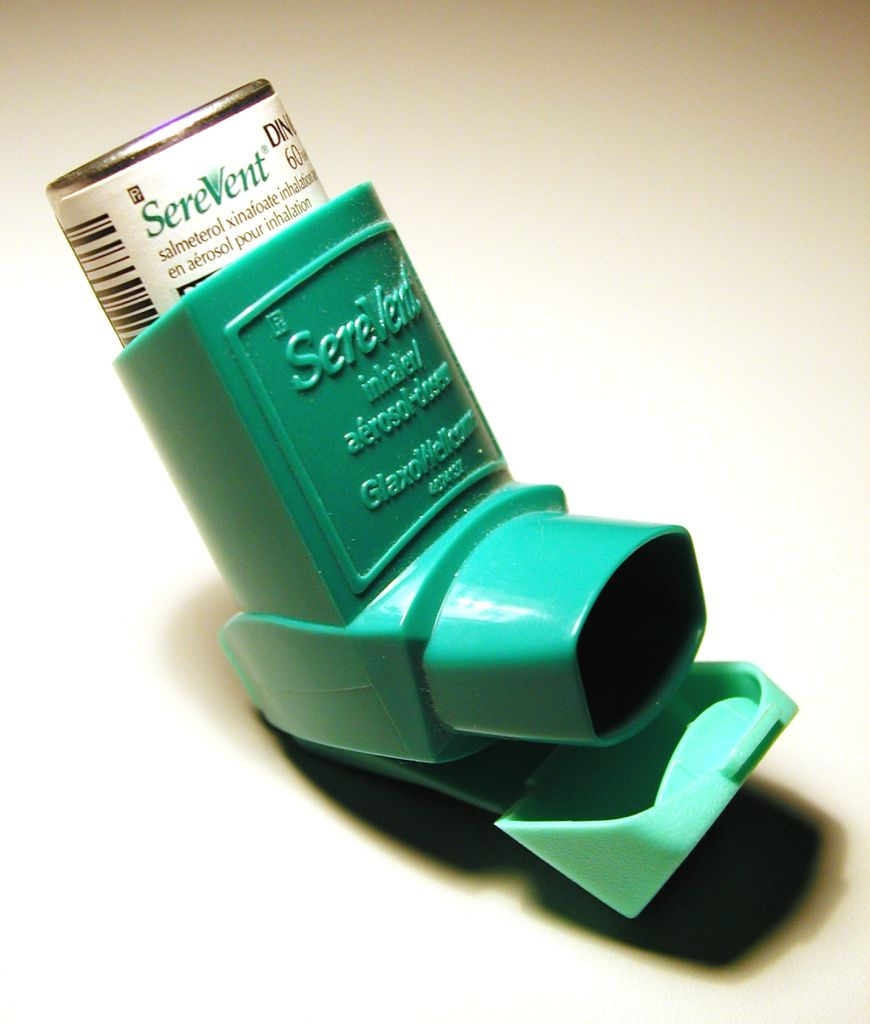
Wyrób medyczny (inhalator)

Wyrób medyczny – narzędzie, przyrząd, aparat, sprzęt, materiał lub inny artykuł, stosowany samodzielnie lub w połączeniu, włączając oprogramowanie niezbędne do właściwego stosowania wyrobu, przeznaczone przez wytwórcę do stosowania u ludzi w celu:
- diagnozowania, zapobiegania, monitorowania, leczenia lub łagodzenia przebiegu chorób,
- diagnozowania, monitorowania, leczenia, łagodzenia lub kompensowania urazów lub upośledzeń,
- badania, zastępowania lub modyfikowania budowy anatomicznej lub prowadzenia procesu fizjologicznego,
- regulacji poczęć

i jednocześnie, który nie osiąga swojego zasadniczego zamierzonego działania w ciele lub na ciele ludzkim środkami farmakologicznymi, immunologicznymi lub metabolicznymi, lecz którego działanie może być przez nie wspomagane.
Do obrotu i do używania mogą być wprowadzane jedynie wyroby medyczne oznakowane znakiem CE.
Badania kliniczne wyrobów medycznych służą ocenie nowych wyrobów medycznych przed właściwą rejestracją i oznakowaniem znakiem CE.
W Polsce producentów wyrobów medycznych zrzesza Ogólnopolska Izba Gospodarcza Wyrobów Medycznych Polmed.

## Jakość wyrobów medycznych
W sektorze medycznym jakość wyrobów jest określona przez normę europejską ISO 13485:2003, która została przyjęta przez Europejską Komisję Normalizacyjną (CEN) 16 czerwca 2003 roku. Zgodnie z przepisami kraje członkowskie CEN są zobowiązane do nadania normie statusu normy krajowej co w przypadku Polski miało miejsce 4 listopada 2005 roku. Polska norma została oznaczona symbolem PN-EN ISO 13485 „Wyroby medyczne. Systemy zarządzania jakością. Wymagania do celów przepisów prawnych.”
Wdrożenie przez przedsiębiorstwa normy medycznej ISO 13485:2003 jest decydującym czynnikiem, pozwalającym na sprzedaż wyrobów na rynku międzynarodowym. 
Niezależnie od wymagań zawartych w dyrektywach UE regulujących obrót wyrobami medycznymi na terenie UE w Polsce obowiązują szczegółowe przepisy dotyczące działania systemów jakości np. w pracowni RTG.